# جت باكرز
جت باكرز (باليابانية: ゲットバッカーズ -奪還屋-، بالروماجي: Gettobakkāzu Dakkan'ya) (بالإنجليزية: GetBackers)‏ هي سلسلة مانغا يابانية من تأليف شين كيباياشي ورسم راندو أياميني، نشرت من قبل كودانشا في مجلة شونن الأسبوعية، في 7 أبريل عام 1999 حتى 7 مارس عام 2007، وتكونت من 39 مجلدًا. أنتجت إلى أنمي تلفزيوني من قبل ستوديو دين، عرض الأنمي في 5 أكتوبر 2002 واستمر عرضه حتى 20 سبتمبر 2003، وتكون من 49 حلقة.

## القصة
تدور أحداث القصة عن بان ميدون وجينجي أمانو وهما شخصان يملكان قوة الخارقة، يديران فريق اسمه جت باكرز، هدف هذا الفريق استرجاع الأشياء المفقودة في أي مكان من العالم.

## الشخصيات
بان ميدون (باليابانية: 美堂蛮، بالروماجي: Midō Ban)
مؤدي الصوت: نوبوتوشي كانا، ناومي شيندو (أيام الطفولة)
جينجي أمانو (باليابانية: 天野銀次، بالروماجي: Amano Ginji)
مؤدي الصوت: شوتارو موريكوبو، ريوكو شيرايشي (أيام الطفولة)
هيفن (باليابانية: 仲介屋، بالروماجي: chūkaiya)
مؤدي الصوت: ريو ناتسكي
كازوكي فوتشوين (باليابانية: 風鳥院花月، بالروماجي: Fūchōin Kadzuki)
مؤدي الصوت: سويتشيرو هوشي
ماساكي كوروسو (باليابانية: 来栖征، بالروماجي: Kurusu Masaki)
مؤدي الصوت: هيديوكي هوري
شيدو فويوكي(باليابانية: 冬木士度، بالروماجي: Fuyuki Shido)
مؤدي الصوت: تاكانوري هوشينو
بول وان
(باليابانية: 王波児، بالروماجي: Wan Pōru)
مؤدي الصوت: ياسونوري ماتسموتو
ساراي كاغينوما (باليابانية: 翳沼沙羅衣، بالروماجي: Kagenuma Sarai)
مؤدي الصوت: هيديوكي تاناكا
ماكوبي أكس (باليابانية: 間久部X، بالروماجي: Makube + Ekkusu)
مؤدية الصوت: ميتسكي سايغا
جوبي كاكي (باليابانية: 飛針の十兵衛، بالروماجي: Tobari no Jūbei)
مؤدي الصوت: تاكيهيتو كوياسو
هاروكي إيميشي (باليابانية: 笑師春樹، بالروماجي: Emishi Haruki)
مؤدي الصوت: ميتسواكي مادونو
غينسوي رادو (باليابانية: 螺堂 源水، بالروماجي: Radō Gensui)
مؤدي الصوت: ماساهارو ساتو
مادوكا أوتاوا(باليابانية: 音羽マドカ، بالروماجي: Otowa Madoka)
مؤدي الصوت: يوكي ماتسوكا
ناتسومي ميزوكي
مؤدي الصوت: أوتوها
ساكورا كاكي (باليابانية: 筧 朔羅، بالروماجي: Kakei Sakura)
مؤدية الصوت: يوكيكو إيواي
جوروغومو (باليابانية: 女郎蜘蛛، بالروماجي: Jorōgumo)
مؤدية الصوت: ماكو هودو
سايتشو موميون (باليابانية: 無明院賽蝶، بالروماجي: Mumyōin Saichō)
مؤدية الصوت: ماساكي تيراسوما
كورودو أكاباني (باليابانية: 赤羽蔵人، بالروماجي: Akabane Kurōdo)
مؤدي الصوت: نوبوؤو توبيتا
هيميكو كودو (باليابانية: 工藤卑弥呼، بالروماجي: Kudō Himiko)
مؤدية الصوت: ناتسكو كواتاني
كيوجي كاغامي (باليابانية: 鏡京司، بالروماجي: Kagami Kyōji)
مؤدي الصوت: تاكاهيرو ساكوراي
كاورو أوجي (باليابانية: 氏家薫، بالروماجي: Ujiie Kaoru)
مؤدية الصوت: ساتسوكي يوكينو

## وصلات خارجية
- الموقع الرسمي باللغة اليابانية
- جت باكرز على موقع ANN manga (الإنجليزية)